# Gopo 2015
A IX-a ediție a Premiilor Gopo  a fost festivitatea de premiere a celor mai reușite prestații din industria cinematografică românească, care a acoperit toate filmele difuzate între 1 ianuarie și 31 decembrie 2014.

## Nominalizări și câștigători
Cele mai multe nominalizări, 16, a primit filmul Q.E.D. (regizor Andrei Gruzsniczki), dar filmul cel mai premiat a fost Closer to the Moon (regizor Nae Caranfil), care a cules premii în nouă categorii.
| Cel mai bun film | Cel mai bun regizor |
| --- | --- |
| - Closer to the Moon – regia: Nae Caranfil - Q.E.D. – regia: Andrei Gruzsniczki - Al doilea joc –regia: Corneliu Porumboiu | - Nae Caranfil – Closer to the Moon - Corneliu Porumboiu – Al doilea joc - Andrei Gruzsniczki – Q.E.D. |
| Cel mai bun actor | Cea mai bună actriță |
| - Florin Piersic Jr. – Q.E.D. pentru rolul Alecu Voican - Mark Strong – Closer to the Moon pentru rolul Max Rosenthal - Harry lloyd – Closer to the Moon pentru rolul Virgil - Sorin Leoveanu – Q.E.D. pentru rolul Sorin Pârvu | - Ofelia Popii – Q.E.D. pentru rolul Elena Buciuman - Vera Farmiga – Closer to the Moon pentru rolul Alice - Victora Cociaș – O poveste de dragoste, Lindenfeld pentru rolul Helga - Olimpia Melinte – Planșa pentru rolul Anda - Crina Semciuc – #Selfie pentru rolul Yasmine |
| Cel mai bun actor în rol secundar | Cea mai bună actriță în rol secundar |
| - Virgil Ogășanu – Q.E.D. pentru rolul Martin Scăunașu - Dorian Boguță – Q.E.D. pentru rolul Lucian Amohnoaiei - Marian Adochiței – Planșa pentru rolul Mircea - Bogdan Nechifor – Poarta Albă pentru rolul Călugărul - Răzvan Vasilescu – #Selfie pentru rolul Nea Ceaușu | - Alina Berzunțeanu – Q.E.D. pentru rolul Valeria Amohnoaiei - Iulia Ciochină – Love Bus – Cinci povești de dragoste din București pentru rolul Flori - Monica Ghiuță – O poveste de dragoste, Lindenfeld pentru rolul Irma - Tora Vasilescu – Q.E.D. pentru rolul mama lui Sorin Pârvu - Alina Chivulescu – #Selfie pentru rolul Ceci                                                                             |
| Cel mai bun scenariu | Cea mai bună imagine |
| - Nae Caranfil – Closer to the Moon - Oana Maria Cajal, Nicolae Mărgineanu – Poarta Albă - Andrei Gruzsniczki – Q.E.D. | - Marius Panduru – Closer to the Moon - Pătru Păunescu – Ana - George Dăscălescu – O poveste de dragoste, Lindenfeld - Mihai Sărbușcă – Poarta Albă - Vivi Drăgan Vasile – Q.E.D. |
| Cel mai bun montaj | Cel mai bun sunet |
| - Cătălin Cristuțiu, Larry Madaras, Robero Silvi – Closer to the Moon - Gabi Basalici – București, unde ești? - Wolfgang Lehmann, Cătălin Cristuțiu – Pașaport de Germania - Dana Lucreția Bunescu – Q.E.D. | - Marius Leftărache, Florin Tăbăcaru – Closer to the Moon - Dana Bunescu, Sebastian Zsemlye – Al doilea joc - Mariu Obretin – Pașaport de Germania - Florian Ardelean, Florin Tăbăcaru, Titi Fleancu – Q.E.D. |
| Cea mai bună muzică originală | Gopo pentru cele mai bune decoruri |
| - Laurent Couson – Closer to the Moon - Mircea Florian – Ana - Adrian Enescu – Kyra Kyralina - Pedro Negrescu – Q.E.D. | - Cristian Niculescu – Q.E.D. - Dan Toader – Kyra Kyralina - Mădălina Marinescu – O poveste de dragoste, Lindenfeld - Dumitru Nicodim – Poarta Albă |
| Cele mai bune costume | Cel mai bun machiaj și cea mai bună coafură |
| - Doina Levintza – Closer to the Moon - Oana Păunescu – Kyra Kyralina - Svetlana Mihăilescu – Q.E.D. | - Lucas Coulon, Maria Andreescu, Laura Ozier, Elena Tudor – Closer to the Moon - Alexandra Bîrlădianu, Dana Bușoiu – Kyra Kyralina - Violeta Marinescu – O poveste de dragoste, Lindenfeld - Dana Moldoveanu – Poarta Albă - Adelina Popa, Miruna Panaitescu – Q.E.D. |
| Cel mai bun film documentar | Cel mai bun film de scurt metraj |
| - Toto și surorile lui – producător: Alexander Nanău, Cătălin Mitulescu, Antony Root (Alexander Nanau Production, HBO Europe), regia: Alexander Nanău - Al doilea joc – producător: Marcela Ursu (42km Film), regia: Corneliu Porumboiu - În numele primarului – producător: Dan Burlac, Damien Froidevaux (Elefant Film, entr2prices), regia: Anca Hirte - Pașaport de Germania – producător: Ada Solomon, Alexandru Solomon (Hi Film Productions), regia: Răzvan Georgescu - Un ultim an în 114 minute – producător: Daniel Nicolae Djamo, regia: Daniel Nicolae Djamo | - O scurtă istorie – ASTRA FILM – producător: Fundația Astra Film Sibiu, regia: Carmen Lidia Vidu - Alice – producător: U.N.A.T.C, regia: Isabela Tent - Another day of mankind – producător: Alexandru Vlad (Facultatea de Teatru și Televiziune, Brașov), regia: Alexandru Vlad - Brudina – producător: U.N.A.T.C, regia: Dragoș Hanciu - Iulian – producător: Alex Mironescu (U.N.A.T.C), regia: Alex Mironescu |
| Gopo pentru debut regizoral | Gopo pentru tânără speranță |
| - București, unde ești? – regia: Vlad Petri - America, venim! – regia: Răzvan Săvescu - Planșa – regia: Andrei Gheorghe - #Selfie – regia: Cristina Iacob | - Alexandra Carastoian⁠(d), Boroka Biro pentru imaginea filmului Planșa - Ana-Maria Comănescu – pentru regia filmului In the house - Cristian Bota pentru rolul Adrian din filmul Poarta Albă - Paul Mureșan pentru regia filmului Pui de somn |
| Gopo pentru cel mai bun film european | Gopo pentru premiul publicului |
| - La grande belezza – regia: Paolo Sorrentino - Nymphomaniac: volume 1 & 2 – regia: Lars von Trier - Kraftidioten – regia: Hans Petter Moland - Stations of the cross – regia: Dietrich Brüggemann - Ida – regia: Pawel Pawlikowski | - #Selfie – Cristina Iacob |
| Gopo pentru întreaga activitate | Gopo pentru întreaga carieră |
| - Eugenia Bosânceanu | - Coca Bloos |

## Legături externe
- Câștigătorii Premiilor Gopo 2015 Arhivat în 18 mai 2015, la Wayback Machine. pe site-ul oficial
- Filme nominalizate Arhivat în 11 februarie 2017, la Wayback Machine.